# داریوش مؤدبیان
داریوش مؤدّبیان (زادهٔ ۱۳۲۹ خورشیدی) بازیگر سینما و تئاتر، کارگردان، فیلم‌نامه‌نویس و مترجم ایرانی است. مؤدبیان فعالیت هنری را با تئاتر تلویزیونی ضحاک ماردوش در سال ۱۳۴۳ آغاز کرد. او از سال ۱۳۴۸ شروع به همکاری با مطبوعات کرد و پس از آن نمایشنامه‌های زیادی از نویسندگان سرشناس دنیا را ترجمه کرد. او در سال ۱۳۵۳ در رشته بازیگری و کارگردانی تئاتر از دانشکده هنرهای دراماتیک تهران فارغ‌التحصیل شد. او در سال ۱۳۵۹ مدرک فوق‌لیسانس تخصصی مطالعات هنرهای نمایشی را از دانشگاه سوربن پاریس و در سال ۱۳۶۰ فوق‌لیسانس تخصصی زبان‌شناسی را از مؤسسه مطالعات علوم انسانی پاریس دریافت کرد. نخستین فعالیت سینمایی او در سال ۱۳۵۷ به‌عنوان یکی از فیلم نامه‌نویسان فیلم غبارنشین‌ها بود.

## زندگی و حرفه
داریوش مؤدبیان در تهران زاده شد و تحصیلات ابتدایی و متوسطه را در مدرسه جم به انجام رساند.
مؤدبیان فعالیت هنری را با تئاتر تلویزیونی ضحاک ماردوش در سال ۱۳۴۳ آغاز کرد. او از سال ۱۳۴۸ شروع به همکاری با مطبوعات کرد و پس از آن نمایشنامه‌های زیادی از نویسندگان سرشناس دنیا را ترجمه کرد.
او در سال ۱۳۵۳ در رشته بازیگری و کارگردانی تئاتر از دانشکده هنرهای دراماتیک تهران فارغ‌التحصیل شد. او در سال ۱۳۵۹ مدرک فوق‌لیسانس تخصصی مطالعات هنرهای نمایشی را از دانشگاه سوربن پاریس و در سال ۱۳۶۰ فوق‌لیسانس تخصصی زبان‌شناسی را از مؤسسه مطالعات علوم انسانی پاریس دریافت کرد. نخستین فعالیت سینمایی او در سال ۱۳۵۷ به‌عنوان یکی از فیلم‌نامه‌نویسان فیلم غبارنشین‌ها بود.
مؤدبیان پس از بازگشت از فرانسه، در سال ۱۳۶۱ همکاری دوباره‌اش با تلویزیون را آغاز کرد و از سال ۱۳۶۳، به تدریس در دانشگاه هنر، دانشگاه آزاد و دانشگاه صدا و سیما پرداخت.

### مترجم
مؤدّبیان نمایشنامه‌های فراوانی از زبان فرانسوی به فارسی ترجمه کرده است. او گردآورنده و مترجمِ مجموعهٔ طنزآوران جهان نمایش است که در چهل جلد منتشر شده است.

### بازگشت به صحنهٔ تئاتر
مؤدبیان در سال ۱۳۸۷، پس از ۱۹ سال با بازی در نمایش درخت‌ها به کارگردانی «مهرداد کوروش‌نیا» دوباره به عرصهٔ بازیگری تئاتر بازمی‌گردد. او آخرین بار در سال ۱۳۶۸ در نمایش سفارتخانه (اثر مروژک) به کارگردانی فردوس کاویانی روی صحنه حاضر شد.
نمایش‌ها
- قرارداد با مرگ (کارگردان-بازیگر، ۱۳۹۲)
- شایعه (مترجم، طراح و کارگردان، ۱۳۹۵)
- دهشت و نکبت رایش سوم (مترجم و کارگردان، ۱۳۹۷)

## فیلم‌شناسی

### سینما

#### بازیگر
- آدمک (۱۳۸۰)
- آواز قو (۱۳۷۹)
- دختری با کفش‌های کتانی (۱۳۷۷)
- شکوه بازگشت (۱۳۷۱)
- یک مرد یک خرس (۱۳۷۱)
- پرونده (۱۳۶۲)

#### کارگردان
- ازدواج اجباری (۱۳۹۲)
- رؤیای نیمه‌شب تابستان (۱۳۷۳)
- سفر به‌خیر (۱۳۷۳)

#### نویسنده
- رؤیای نیمه‌شب تابستان (۱۳۷۳)
- سفر به‌خیر (۱۳۷۳)
- پول خارجی (۱۳۶۸)
- بوی پیراهن یوسف (۱۳۷۴) (به‌همراه ابراهیم حاتمی‌کیا)

### تلویزیون
| سال       | نام                                   | سمت                               | کارگردان                  | توضیحات                                                                    |
| --------- | ------------------------------------- | --------------------------------- | ------------------------- | -------------------------------------------------------------------------- |
| ۱۳۹۱      | تهران پلاک ۱                          | بازیگر                            | مهدی مظلومی               |                                                                            |
| ۱۳۸۹      | تله‌فیلم «خواب یک ستاره»               | بازیگر                            | محسن عظیمی‌نیا             |                                                                            |
| ۱۳۸۳      | فیل‌بانان                              | بازیگر                            | کاظم راست‌گفتار            |                                                                            |
| ۱۳۸۰      | این قافله عمر                         | بازیگر                            | مهدی علی‌احمدی             |                                                                            |
| ۱۳۷۹      | آی آدم‌ها                              | بازیگر                            | محمد حسین‌پور جهان خادم    | در برنامه کودک و نوجوان شبکه ۲ پخش می‌شد.                                   |
| ۱۳۷۸      | استنطاق                               | بازیگر                            | فرهاد مهندس‌پور            | شبکه ۴ کارگردان تلویزیونی: ساسان امیرپور                                   |
| ۱۳۷۷      | تله‌تئاتر «نیرنگ بازیهای آقای اسکابن»  | بازیگر و کارگردان                 | داریوش مؤدبیان            |                                                                            |
| ۱۳۷۴      | تله‌تئاتر «قاضی و رئیس دادگاه خانواده» | بازیگر                            | منیژه محامدی              | شبکه ۲ کارگردان تلویزیونی: «ناصر شوندی»                                    |
| ۱۳۷۴      | تله‌تئاتر «خانه عروسک»                 | بازیگر                            | منیژه محامدی              | شبکه ۲ کارگردان تلویزیونی: «ناصر شوندی»                                    |
| ۱۳۷۴      | شمارش معکوس                           | بازیگر                            | محرم زینال‌زاده            | شبکه ۲                                                                     |
| ۱۳۷۴      | پرده عجایب                            | بازیگر و کارگردان                 | داریوش مؤدبیان            | شبکه ۲                                                                     |
| ۱۳۷۰      | تله‌فیلم «شکاف»                        | بازیگر                            | محمدرضا خالقی             | این فیلم تلویزیونی در آغاز، «داستان نفت» نام داشت.                         |
| ۱۳۷۰      | مش‌خیرالله صندوقچه اسرار               | بازیگر و کارگردان                 | داریوش مؤدبیان حسین فردرو | بازی در اپیزود «جامه عمل»                                                  |
| ۱۳۶۹–۱۳۷۰ | آذرستان                               | بازیگر                            | امیرهوشنگ دانایی          | شبکه ۱                                                                     |
| ۱۳۶۶      | تله‌تئاتر باجناق‌ها                     | کارگردان هنری و امور صدا          | داریوش مؤدبیان            | کارگردان تلویزیونی: «حسین فردرو»                                           |
| ۱۳۶۵      | راویان اخبار                          | بازیگر و کارگردان هنری            | اسدالله ایمن              | کارگردان هنری در اپیزود «آوای دل»                                          |
| ۱۳۶۵      | تله‌تئاتر «مأموریت»                    | کارگردان هنری                     | داریوش مؤدبیان            | کارگردان تلویزیونی: «مسعود رسام»                                           |
| ۱۳۶۵      | پاییز صحرا                            | بازیگر                            | اسداله نیک‌نژاد            | شبکه ۱                                                                     |
| ۱۳۶۴      | تله‌تئاتر «دکتر فاستوس»                | بازیگر                            | ایرج راد                  | شبکه ۱                                                                     |
| ۱۳۶۴      | طنزآوران جهان                         | بازیگر و کارگردان                 | داریوش مؤدبیان حسین فردرو |                                                                            |
| ۱۳۶۴      | پاییز صحرا                            | بازیگر                            | اسدالله نیک‌نژاد           | در نقش «ساسان» / شبکه ۱                                                    |
| ۱۳۶۳      | تله‌تئاتر «سوزن‌بانان»                  | بازیگر، کارگردان هنری و تهیه‌کننده | داریوش مؤدبیان حسین فردرو |                                                                            |
| ۱۳۶۳      | تله فیلم «دسیسه»                      | کارگردان هنری                     | داریوش مؤدبیان حسین فردرو |                                                                            |
| ۱۳۶۳      | محله بهداشت                           | بازیگر و کارگردان هنری            | داریوش مؤدبیان            | کارگردان تلویزیونی: «حسین فردرو»                                           |
| ۱۳۶۲      | تله‌تئاتر «شیری در سیرک»               | کارگردان هنری                     | داریوش مؤدبیان            | نویسنده: «محجوب عمر» کارگردان تلویزیونی: «فرانک دولتشاهی»                  |
| ۱۳۶۱–۱۳۶۲ | شاه‌شکار                               | بازیگر                            | سعید نیک‌پور               | شبکه ۱                                                                     |
| ۱۳۶۱      | محله برو بیا                          | بازیگر و کارگردان هنری            | داریوش مؤدبیان            | نخستین بار در سال ۱۳۶۲، از شبکه ۲ پخش شد.                                  |
| ۱۳۶۱      | تله‌تئاتر «شیطان در تاریکی»            | بازیگر و کارگردان هنری            | داریوش مؤدبیان            |                                                                            |
| ۱۳۶۱      | تله‌تئاتر «میز»                        | بازیگر و کارگردان هنری            | داریوش مؤدبیان            | کارگردان تلویزیونی: «گیتی جوادی»                                           |
| ۱۳۶۱      | همشهری                                | بازیگر                            | مسعود فروتن حسین فردرو    | کارگردانان هنری: جهانگیر الماسی، سیاوش طهمورث                              |
| ۱۳۷۴      | مجموعه تلویزیونی «خاطره ها»           | کارگردان                          | داریوش مودبیان            | بازیگران: محمد خلخالیان، اکبر همتی، فردوس کاویانی، محمد ورشوچی، امید آهنگر |
| ۱۳۵۳      | تله‌تئاتر «سن والنتین»                 | بازیگر                            | منیژه محامدی              | بر اساس نمایشنامه‌ای از «لئونارد ملفی»                                      |
| ۱۳۵۱      | تله‌تئاتر «دو در و یک نیمکت»           | بازیگر و کارگردان هنری            | داریوش مؤدبیان            | «محمد مطیع» هم در این تله تئاتر بازی می‌کرد.                                |